# Marilú Martens
Marilú Doris Martens Cortés (Lima, 24 de enero de 1965) es una educadora peruana. Fue ministra de Educación del Perú, desde el 18 de diciembre del 2016, hasta el 17 de septiembre de 2017.

## Trayectoria
Martens realizó sus estudios escolares en San José, Costa Rica. Regresó al Perú e ingresó a la Universidad Femenina del Sagrado Corazón, en la cual estudió Educación y obtuvo el grado de Bachiller.
Estudió una maestría en psicopedagogía en la Universidad Andrés Bello de Chile, de la cual se graduó con la distinción cum laude. Luego cursó un diplomado en enseñanza para la comprensión y otro en preparación de tutores, ambos en la Universidad de Harvard.
Se inició en la gestión pública ejerciendo como directora general y directora académica del Colegio Mayor Secundario Presidente del Perú (2010-2011), centro educativo de alto rendimiento. Luego fue la vicerrectora de Innovación y Calidad de la Universidad de Ciencias y Artes de América Latina, UCAL (2012-2014).
En enero de 2014 fue designada asesora del Despacho Ministerial del Ministerio de Educación del Perú (MINEDU), cuyo titular era entonces el ministro Jaime Saavedra, del gobierno de Ollanta Humala. En junio del mismo año asumió la Dirección General de Educación Básica Alternativa, y en febrero de 2015 la Dirección General de Servicios Especializados (DIGESE), la cual tiene a su cargo la Dirección de Educación Básica para Estudiantes con Desempeño Sobresaliente y Alto Rendimiento (Debedsar) y la Dirección de Educación Básica Especial, todas ellas dependencias del MINEDU.
También ha sido miembro del Consejo Consultivo del Comité Estratégico Nacional de Educación del Instituto Peruano de Acción Empresarial (IPAE), y del comité organizador de la Conferencia Anual de Ejecutivos (CADE) por la Educación.

### Ministra de Educación

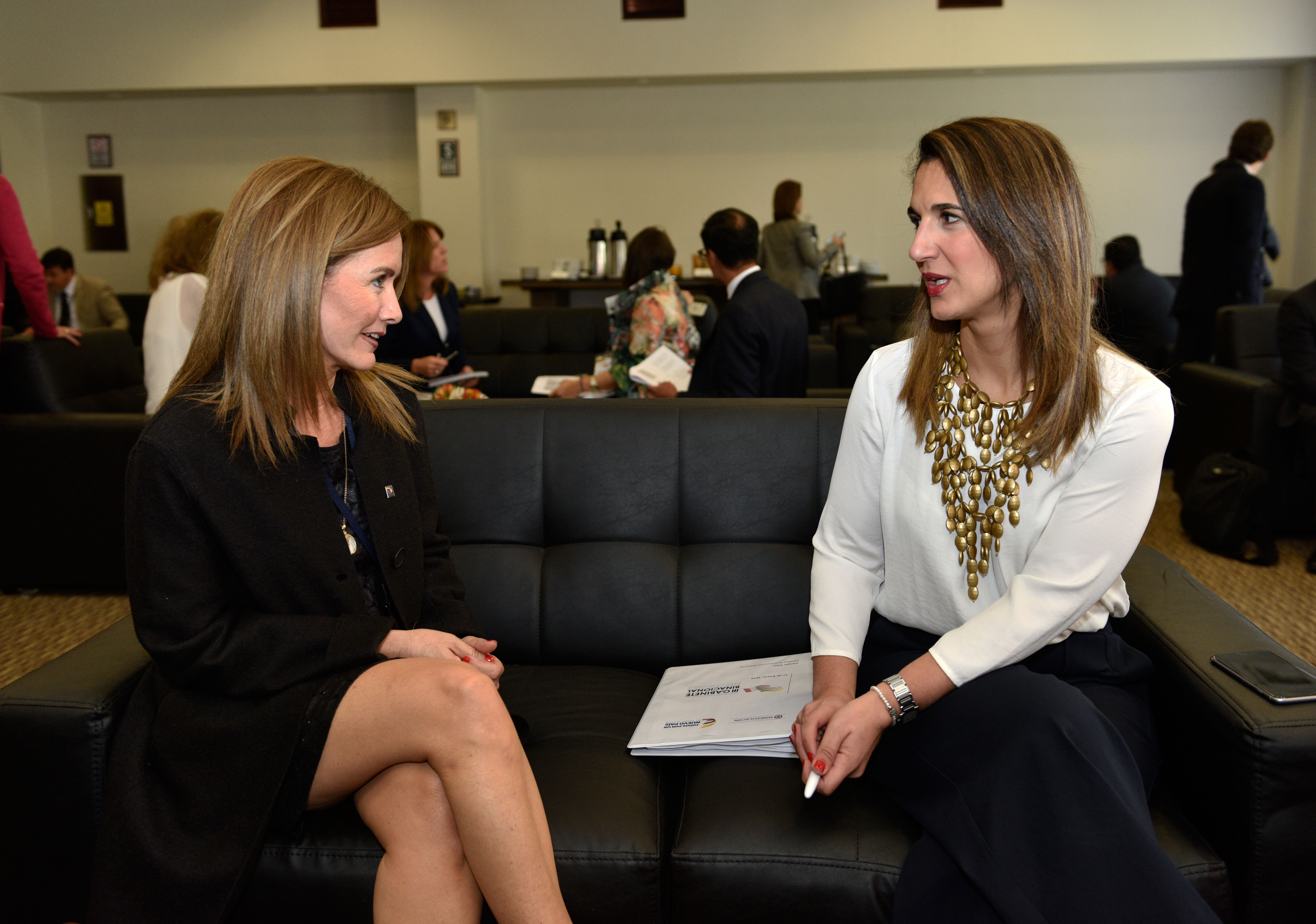
La Ministra de Educación Marilú Martens, compartiendo experiencias con su par de Colombia, Yaneth Giha, en la reunión bilateral de ministros de Estado de Colombia y Perú.

El 18 de diciembre de 2016 juró como Ministra de Educación, en reemplazo del censurado ministro Jaime Saavedra, pasando así a integrar el gabinete ministerial encabezado por Fernando Zavala, del gobierno de Pedro Pablo Kuczynski. La ceremonia se realizó en el Salón Dorado de Palacio de Gobierno.

### Controversia por el Currículo nacional
La puesta en vigencia del Currículo Nacional Escolar 2017, suscitó polémica, por el cuestionamiento de algunos sectores de la sociedad que aseguran que el mismo promueve la llamada «ideología de género», esto es, una corriente de pensamiento que afirma que ser hombre o mujer no es algo natural, sino algo que se va «construyendo socialmente», es decir, que la sexualidad se puede elegir sin importar el sexo con el cual nacieron. Otra crítica es que en dicho documento supuestamente se incentive a los alumnos a que exploren o vivan de manera plena su sexualidad. Se formó un colectivo autodenominado Con mis hijos no te metas (CMHNTM) integrada por padres de familia, con la meta de forzar al gobierno a retirar del currículo todo contenido aparentemente contaminado de «ideología de género». Se sumaron a dicho colectivo diversos grupos civiles, políticos y religiosos. En respuesta, la ministra Martens aseveró que en los nuevos contenidos del currículo no se enseña la homosexualidad, y lo que se busca es el respeto hacia la diversidad en la sociedad, promoviendo la igualdad de género, en el sentido de igualdad de oportunidades, derechos y responsabilidades para hombres y mujeres sin distinción. Otros defensores del currículo hicieron notar el hecho de que las críticas del CMHNTM parten de una confusión de conceptos, sobre el sexo biológico (hombre y mujer), la identidad de género y la orientación sexual. Estas respuestas y otras similares dadas por los voceros del gobierno, fueron consideradas como arrogantes por los dirigentes del colectivo CMHNTM, ya que, según ellos, se pretende de tachar de ignorantes, fanáticos y hasta de homofóbicos a los padres de familia, que solo están preocupados legítimamente por la educación que sus hijos reciben en las aulas. Según ellos, se aprovecha de valores tan preciados como la igualdad y el respeto para hombres y mujeres, para meter de contrabando y de manera solapada la “ideología de género” en el Currículo. Como protesta, el CMHNTM organizó una marcha el 4 de marzo de 2017, que se desarrolló a nivel nacional, congregando a un total de 68.340 personas en todo el país, de los cuales 25 mil estuvieron en Lima. Poco después, la ministra Martens anunció la realización de algunos cambios en el Currículo escolar, a fin de precisar conceptos que pudieran ser confusos a los padres, pero dejando en claro que se mantenía inalterable el enfoque de la igualdad de género.

### Durante la emergencia del Niño Costero

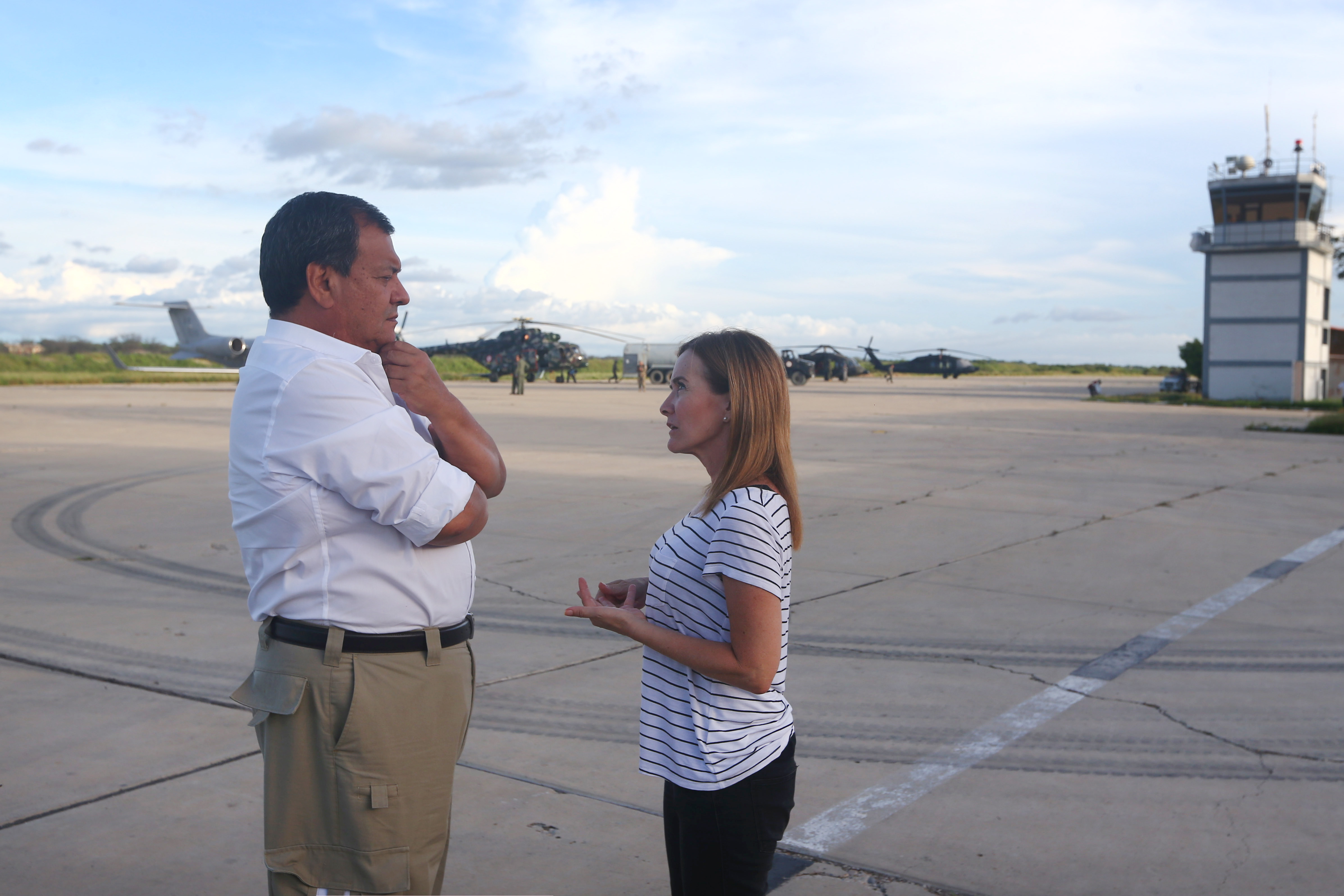
Con el ministro de Defensa Jorge Nieto Montesinos, en Piura, durante la emergencia desatada por el Niño costero.

Durante el desastre ocasionado por el Niño costero (enero-abril de 2017), a Marilú Martens le tocó organizar la ayuda a la región de Piura, la zona más afectada por las inundaciones.

### Huelga de maestros
La mayor prueba de fuego de su gestión fue una prolongada huelga de maestros, que exigían mejoras salariales, el pago de la deuda social, la derogación de la Ley de Carrera Pública Magisterial, la nivelación de los maestros contratados con los nombrados, que el 10% del PBI se dedicara al sector Educación, entre otros reclamos. Si bien en lo que iba del año 2017, el sueldo de los profesores nombrados se había incrementado todas las escalas remunerativas y estaba ya programado que se llegaría a S/ 2000 para marzo de 2018, el gremio magisterial exigía que el monto pasara de una vez a S/ 2000 y que progresivamente, hasta 2021, llegase a 1 UIT, es decir, S/ 4050. Bajo estas banderas, la huelga empezó el 15 de junio de 2017 en el Cuzco, alentada por el Sute-R, es decir, la sección regional del SUTEP.
La ministra respondió que los reclamos de los huelguistas era técnicamente inviables, considerando de manera realista el presupuesto. Las mesas de diálogos entre el equipo técnico del MINEDU y los representantes del gremio magisterial, auspiciadas por el Gobierno Regional, fracasaron sucesivamente, acusándose mutuamente de intransigencia.
La huelga magisterial se extendió a 18 regiones, en cinco de las cuales se radicalizó: Puno, Madre de Dios, Moquegua, Apurímac, además del Cusco, que era el centro neurálgico. En respuesta, la ministra notificó a la Contraloría para que tomara las medidas necesarias para salvaguardar el servicio educativo, y demandó a los Gobiernos Regionales que procedieran a despedir a los docentes y contratar a otros, llegado el caso.
Coincidentemente con estos hechos, algunos medios informativos denunciaron que en el 2014, el hijo de la ministra había pretendido estudiar en la Universidad de Harvard solicitando la beca Presidente de la República por 130 mil dólares, lo que no consiguió al ser declarado no apto por el comité evaluador. En ese entonces Marilú Martens era asesora del despacho de asesores del MINEDU. En respuesta, la ministra dijo que no hubo ninguna falta ética que su hijo, ya adulto e independiente, postulara a una beca estatal, ya que las restricciones en ese sentido eran solo para los parientes directos de los trabajadores de Pronabec (la institución que se encarga de otorgar las becas, previa evaluación).
El 3 de agosto, Martens llegó a un acuerdo con los 25 gobernadores regionales y la Dirección Regional de Lima, anunciándose que el incremento para los maestros se realizaría desde diciembre de 2017 y ya no desde marzo de 2018. Con ello, se consideró solucionado el asunto y se anunció que las clases se reiniciarían el 7 de agosto.

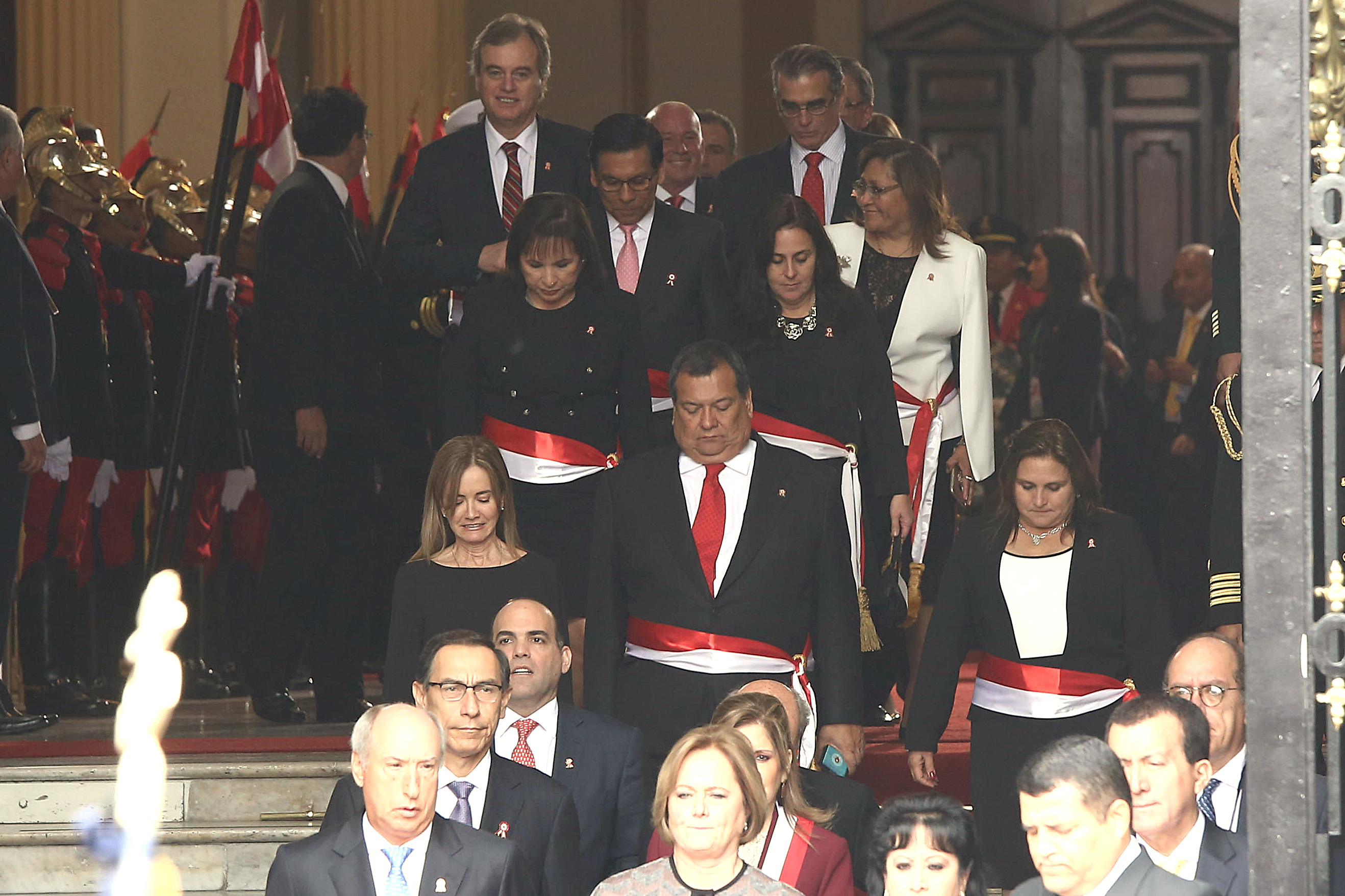
Martens con los demás ministros de Estado, en la ceremonia de Fiestas Patrias del 28 de julio de 2017.

Sin embargo, los maestros consideraron que ellos nos se hallaban representados en los acuerdos con el gobierno y continuaron con la huelga. El 8 de agosto el gobierno firmó otro acuerdo, esta vez con el grupo de secretarios regionales del SUTEP (el llamado Sute-R), y se acordó el levantamiento de la huelga en Cusco, Lambayeque, Pasco y Lima Provincias. Pero en varias regiones se mantuvo la medida de fuerza (18 en total). La razón principal de ello era que las Bases del gremio magisterial se hallaban ya reunidas en un Comité de Lucha de las Bases Regionales del SUTEP, cuyo líder era Pedro Castillo (a quien algunas versiones relacionaban con el MOVADEF senderista); dichas bases no se consideraban debidamente representadas por ninguna de las directivas de los sindicatos, tanto del mismo SUTEP, como de sus secciones regionales o SUTE-R. La huelga arreció aún más, con la llegada a la capital de los maestros huelguistas de las regiones, los que realizaron marchas en la ciudad y concentraciones en la Plaza San Martín.
El día 16 de agosto, Martens se presentó a la comisión de educación del Congreso, donde se comprometió recibir a los representantes de las bases regionales de los docentes en huelga. Estos aceptaron la invitación. La noche de ese mismo día, el presidente PPK, en un mensaje televisivo a la Nación, exhortó a los maestros a deponer la huelga y retornar a los colegios. Al día siguiente, los congresistas de Fuerza Popular anunciaron que presentarán una moción de interpelación contra la ministra. Otros congresistas cuestionaron el hecho de que se procediera a la interpelación estando la ministra en proceso de diálogo con los huelguistas. Mientras tanto, el 18 de agosto, se inició el diálogo entre los especialistas del Ministerio de Educación y los dirigentes de los maestros, al que se sumaron cinco congresistas representantes de las diversas bancadas (exceptuando la de Fuerza Popular), que fueron en calidad de veedores, pero acabaron convirtiéndose en intermediarios. Tras cuatro días de reuniones, se avizoraba un preacuerdo en el que figuraba que el piso salarial de S/2000 empezaría en noviembre de 2017, que se nivelaría a maestros contratados con los nombrados tanto en salarios como beneficios sociales, se programaría el pago de la deuda social, se permitiría la jubilación voluntaria de los maestros a partir de los 55 años de edad, entre otros beneficios para el sector magisterial. Sin embargo, cuando se esperaba solo la firma del acuerdo, los maestros anunciaron que no lo harían, cuestionando el hecho de que la ministra no los había recibido personalmente y se había servido de los congresistas como intermediarios. Pero según el informe de los congresistas, fue debido a que los maestros insistieron en que la evaluación de los docentes se suspendiera indefinidamente y ese fue el punto en el que el Ministerio de Educación no quiso dar el brazo a torcer, al considerar que la meritocracia en la carrera magisterial era algo no negociable. Luego se aclaró que los maestros en realidad no se oponían a las evaluaciones, sino al procedimiento que se pretendía aplicar, al que calificaban de tener un carácter subjetivo.
Pese a que un gran sector del profesorado mantenía todavía la huelga, el 24 de agosto el gobierno dio un decreto supremo oficializando los beneficios acordados en las negociaciones y se advirtió a los maestros que si no retornaban a las aulas a partir del 28 de agosto se procedería a la contratación de nuevos maestros. En la semana siguiente, se sucedieron las marchas de los maestros en la capital, que incluyeron enfrentamientos violentos con la policía. Hasta que el 2 de septiembre, el dirigente Pedro Castillo anunció la suspensión de la huelga, según acuerdo tomado en el Congreso Nacional Extraordinario de los SUTE regionales, aunque dejando en claro que se trataba de una suspensión temporal.

### Interpelación
El 25 de agosto de 2017 el pleno del Congreso de la República aprobó, con 79 votos a favor, 12 en contra y 6 abstenciones, realizar la interpelación contra la ministra Martens. Los votos a favor fueron de las bancadas de Fuerza Popular, el Apra, Frente Amplio y Acción Popular.
La interpelación se realizó el 8 de septiembre de 2017. La ministra respondió un pliego de 40 preguntas, principalmente sobre la huelga de maestros, que ya para entonces había finalizado. Reconoció deficiencias al afrontar la huelga, pero aseguró que su gestión no daría marcha atrás en el reconocimiento a la meritocracia dentro del magisterio.

### Crisis del gabinete ministerial y fin de su gestión
El 13 de septiembre de 2017, la bancada de Fuerza Popular anunció que presentaría una moción de censura contra Martens, pues consideraba que no había respondido satisfactoriamente a las preguntas de la interpelación. Ante esta amenaza de censura (que sería la segunda contra un titular de Educación en menos de un año), el primer ministro Fernando Zavala solicitó al Congreso una renovación del voto de confianza que se le había dado al inicio de su gestión. El Congreso aceptó recibir a Zavala, que se presentó el 14 de septiembre y expuso ante el pleno su solicitud de confianza; su argumentación se centró en la intención del gobierno de defender la política educativa a la que se pretendía, según él, socavar con la censura a la ministra de Educación. La cuestión de confianza fue debatida durante 7 horas. Finalmente, por una mayoría de 77 votos, el Congreso rechazó el pedido de confianza, con lo que se produjo la crisis total del gabinete. El 17 de septiembre juró un nuevo gabinete ministerial, encabezado por Mercedes Aráoz, con seis cambios de ministros, entre ellos Martens, que fue reemplazada por Idel Vexler.